# Halticotoma
Halticotoma is een geslacht van wantsen uit de familie van de Miridae (Blindwantsen). Het geslacht werd voor het eerst wetenschappelijk beschreven door Townsend in 1892.

## Soorten
Het genus bevat de volgende soorten:

- Halticotoma andrei Knight, 1968
- Halticotoma brunnea Knight, 1968
- Halticotoma cornifera Knight, 1928
- Halticotoma nicholi Knight, 1928
- Halticotoma valida Townsend, 1892